# Konfederacja kapturowa
Konfederacja kapturowa (kaptur) – związek (szlachty, duchowieństwa) powoływany do życia na czas bezkrólewia, utrzymujący porządek w kraju i zabezpieczający interesy warstw uprzywilejowanych. Powoływała ona na zasadzie konfederacji sejmiki kapturowe, które utrzymywały w kraju porządek poprzez powoływane przez siebie sądy kapturowe.